# Michael Kipyego
Michael Kipkorir Kipyego (Marakwet-district, 2 oktober 1983) is een Keniaanse langeafstandsloper, die gespecialiseerd is in de marathon.

## Biografie

### Jeugd
Hij is geboren in een atletiekfamilie. Zijn broers Christopher Kipyego (1974), Ernest Kipyego (1978) en zijn zus Sally Kipyego (1985) zijn ook gevestigde lopers. Zijn school was de St. Patrick’s in Iten, die bekend staat om de snelle lopers die zij voortbrengt. In het Marakwet-district waar hij is opgegroeid door veel lopers aan de steeplechase, zodoende specialiseerde hij zich op deze discipline. In 2001 won hij de Afrikaanse jeugdkampioenschappen Trials op deze discipline. Op de kampioenschappen zelf werd hij tweede achter tweede achter Ezekiel Kemboi.
Zijn beste prestatie op de steeplechase behaalde hij in 2002 door de wereldjeugdkampioenschappen voor onder 20 jaar op zijn naam te schrijven. In 2008 won hij een zilveren medaille bij de Afrikaanse kampioenschappen. Zijn finishtijd van 8:32,94 werd alleen onder boden zijn landgenoot Richard Mateelong, die de titel pakte in 8:31.68. Hiernaast liep hij nog verschillende wedstrijden, maar zonder spraakmakende resultaten.

### Senioren
In 2011 debuteerde hij op de marathon. Bij de Marathon Rotterdam dat jaar werd hij zesde in 2:11.03. Een jaar later verbeterde hij zijn persoonlijk record op deze afstand verder tot 2:06.43 en werd hiermee derde bij de marathon van Eindhoven. Zijn eerste grote overwinning behaalde hij in 2012 door te zegevieren bij de marathon van Tokio. Hierna liep hij nog enkele grote marathons, zoals de New York City Marathon, Chicago Marathon en de Boston Marathon, maar behaalde hierbij geen opmerkelijke resultaten.
Hij is vader van twee kinderen.

## Titels
- Wereldjeugdkampioen 3000 m steeplechase - 2002

## Persoonlijke records
Baan
| Onderdeel           | Prestatie | Datum         | Plaats   |
| ------------------- | --------- | ------------- | -------- |
| 1500 m              | 3.39,93   | 20 mei 2005   | Nijmegen |
| 3000 m              | 7.50,03   | 18 april 2009 | Dakar    |
| 3000 m steeplechase | 8.08,48   | 28 juli 2009  | Monaco   |

Weg
| Onderdeel      | Prestatie | Datum            | Plaats    |
| -------------- | --------- | ---------------- | --------- |
| 20 km          | 58.52     | 10 april 2011    | Rotterdam |
| halve marathon | 1:02.08   | 3 september 2011 | Lille     |
| 25 km          | 1:14.31   | 10 april 2011    | Rotterdam |
| 30 km          | 1:29.27   | 26 februari 2012 | Tokio     |
| marathon       | 2:06.48   | 9 oktober 2011   | Eindhoven |

## Palmares

### 3000 m
- 1999:  WK junioren U18 Trials in Nairobi - 8.33,7
- 1999: 8e WK junioren U18 in Bydgoscz - 8.22,17
- 2009: 5e Meeting Grand Prix IAAF de Dakar - 7.50,03

### 3000 m steeplechase
- 2002:  WK junioren U20 - 8.29,54
- 2003: 9e in serie WK - 8.27,45
- 2006: 4e Wereldatletiekfinale - 8.14,99
- 2008:  Afrikaanse kamp. - 8.32,94
- 2008: 8e Wereldatletiekfinale - 8.24,77
- 2009: 7e Wereldatletiekfinale - 8.17,46

### 10 km
- 2000: 5e Van den Bergloop in Heinenoord - 30.14

### marathon
- 2011: 6e marathon van Rotterdam - 2:11.03
- 2011:  marathon van Eindhoven - 2:06.48
- 2012:  marathon van Tokio - 2:07.37
- 2012: 13e marathon van Chicago - 2:10.02
- 2013:  marathon van Tokio - 2:06.58
- 2013: 25e WK in Moskou - 2:17.47
- 2014: 4e marathon van Tokio - 2:06.58
- 2014: 17e marathon van New York - 2:20.00
- 2015: 12e Toronto Waterfront Marathon - 2:16.53,8
- 2016: 20e marathon van Boston - 2:27.02

### veldlopen
- 2002: 12e WK in Dublin - 24.10
- 2002: 5e Warandeloop Tilburg - 30.14
- 2003: 5e Keniaans kamp. in Nairobi - 11.17
- 2003: 4e WK in Lausanne - 11.18 (1e team)
- 2003: 4e Sylvestercross in Soest - 33.41,1
- 2007: 6e WK in Mombasa - 37.04 (1e team)